# سبل (المحويت)

تعديل مصدري - تعديل

سبــل هي إحدى قرى عزلة عنبر بمديرية المحويت التابعة لمحافظة المحويت، بلغ تعداد سكانها 417 نسمة حسب تعداد اليمن لعام 2004.